# Robert Morris (kunstenaar)

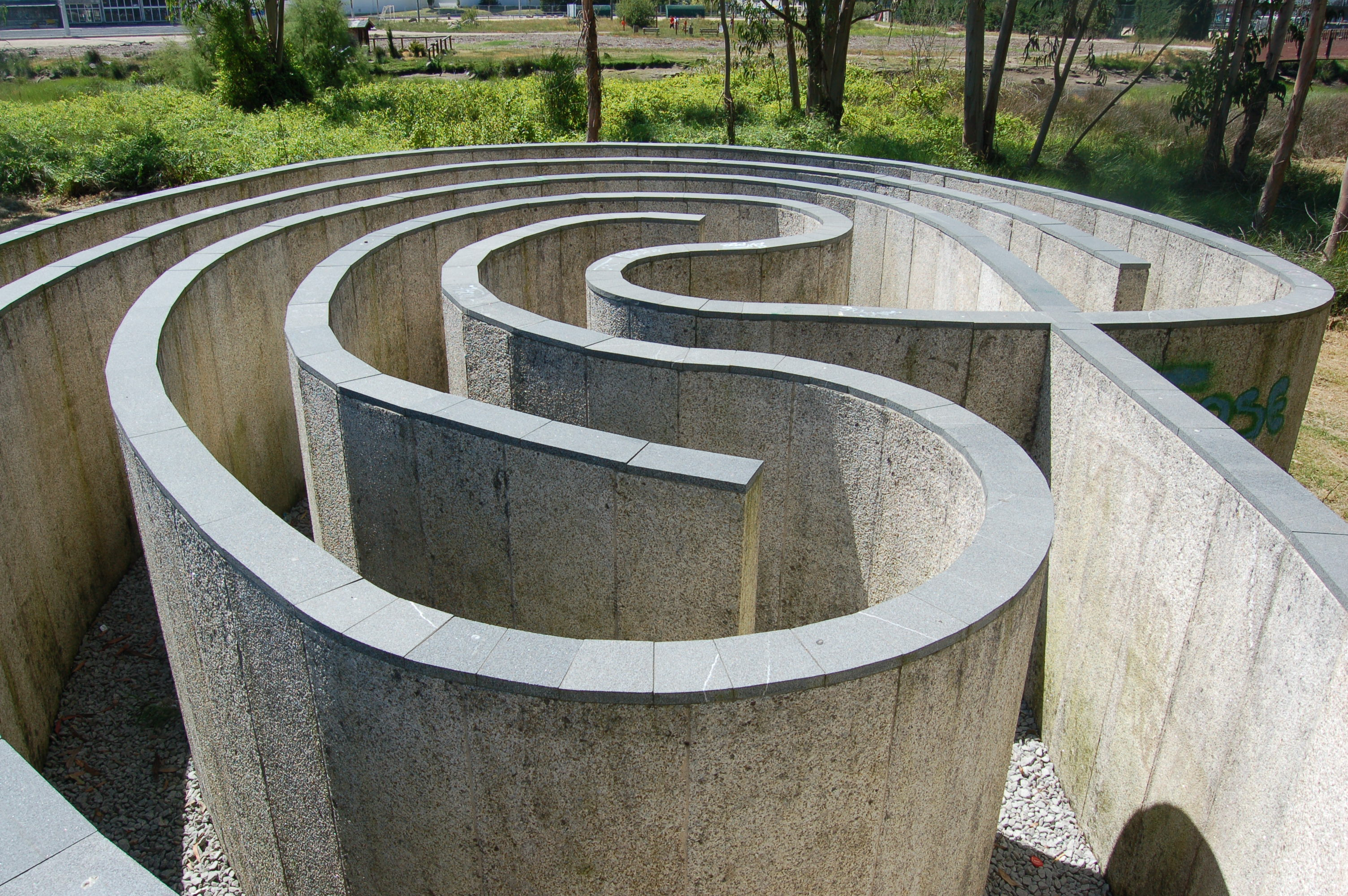
Laberinto de Pontevedra in beeldenpark Illa das Esculturas de Pontevedra in Pontevedra

Robert Morris (Kansas City (Missouri), 9 februari 1931 – Kingston, 28 november 2018) was een Amerikaans beeldend kunstenaar en schrijver. Samen met Donald Judd was hij een van de hoofdfiguren in de minimal art-stroming. Hij leverde een grote bijdrage aan de ontwikkeling van land art en de kunstvormen performance en installatie.

## Werk
Robert Morris was een veelzijdig kunstenaar en kunstcriticus, vooral bekend als vertegenwoordiger van de kunststromingen ‘minimal art’, ‘process art’ en ‘land-art’. Door zijn huwelijk met een choreografe betroffen zijn eerste kunstuitingen vooral dans en choreografie. De zeer basale decorstukken voor de dansvoorstellingen creëerde hij zelf: dat waren zijn eerste ‘minimal art’ objecten. Belangrijk in zijn kunstwerken is de relatie tussen de vorm van het kunstobject en de ruimte waarin het zich bevindt. Lichtval en de plaats van de waarnemer spelen een belangrijke rol.
Robert Morris is in de kunstwereld beroemd geworden met zijn uitspraak "Simplicity of shape does not necessarily equate with simplicity of experience." (“Een simpele vorm valt niet noodzakelijk samen met een simpele ervaring.”) Veel van de kunstwerken van Robert Morris zijn eenvoudig: een verzameling van eenvoudige vormen in een ruimte, vilten doeken, die door hun eigen gewicht plooien en daarmee een spel van licht en donker vormen, een houten doos waaruit via een bandje het geluid –getimmer en gezaag- van het maakproces klinkt.

## Observatorium
In 1971 ontwierp Morris voor een openluchttentoonstelling het 'Observatorium', dat in 1977 in Flevoland opnieuw werd opgebouwd en ook wel wordt aangeduid met de naam 'Observatorium'. Het observatorium is een voorbeeld van land art en doet denken aan Stonehenge. Het project bestaat uit twee concentrische cirkels, waarvan de buitenste wordt gevormd door een aarden wal. In deze wal bevindt zich een tunnel die toegang geeft tot het centrum van het Observatorium. Van hieruit kan iedereen de ritmen van dag en nacht en de wisseling van de jaargetijden bewust meemaken. Zo vallen op 21 maart en 21 september hier de eerste zonnestralen recht in het middelpunt van de cirkel.